# Calleva Atrebatum

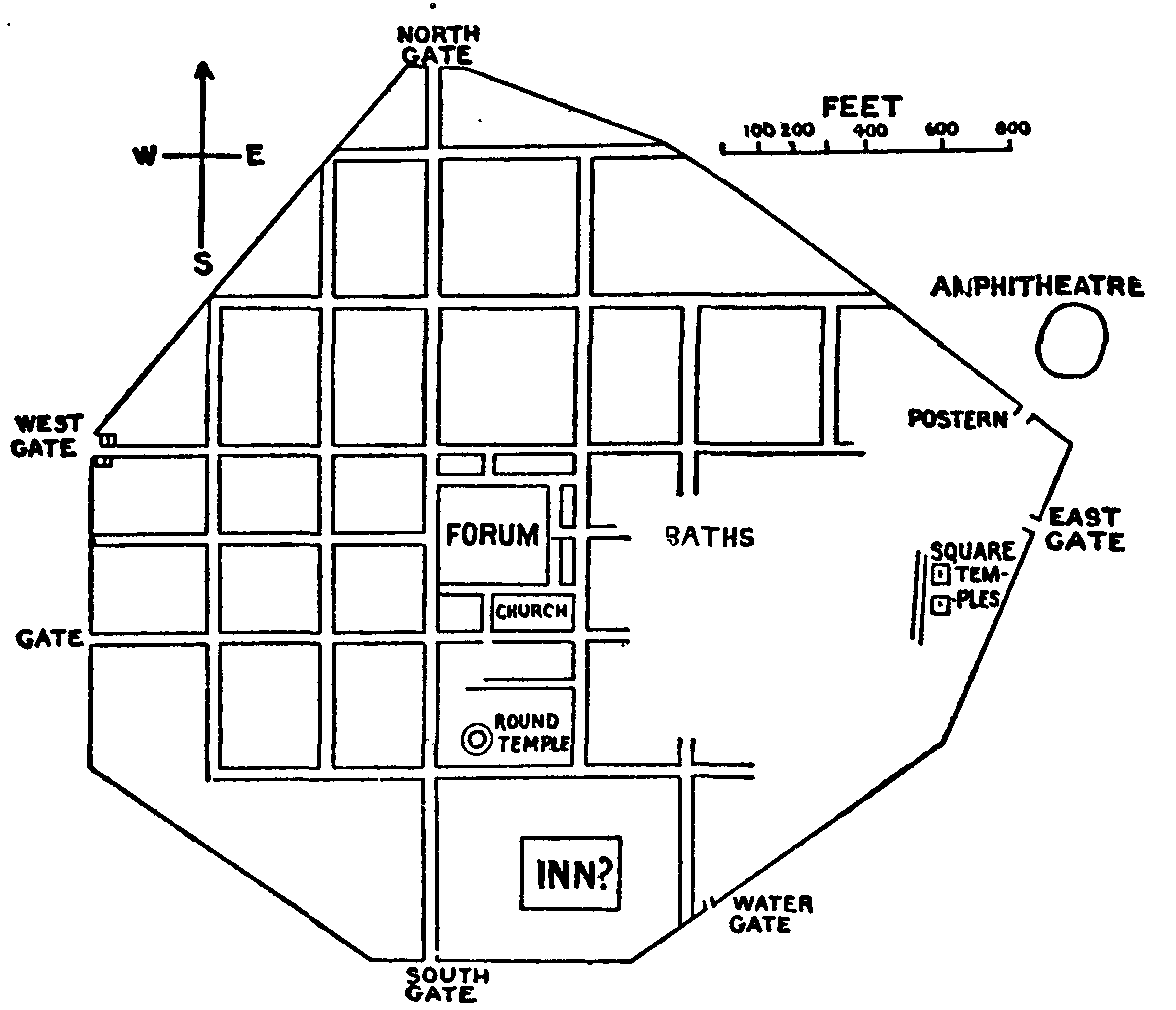
Plan de Calleva Atrebatum

Calleva Atrebatum, actuelle Silchester, en Angleterre, ville romano-bretonne et capitale de la cité des Atrebates insulaires.

## Origine
La première mention du nom de Calleva remonte au tout début du Ier siècle de l'ère chrétienne, sur une monnaie du roi Eppillus, où il est inscrit Rex Calle.
La naissance de la ville est sans doute à mettre en rapport avec la tribu à laquelle elle renvoie, les Atrebates. On connaissait déjà une tribu du même nom en Gaule (capitale : Arras), et Jules César nous rapporte l'histoire de Commius (De Bello Gallico). Après la défaite d'Alesia, celui-ci fuit vers la Bretagne et y fonde un royaume.
Mythe ou réalité, il est difficile de faire la différence. Toutefois, on ne peut douter de l'importance symbolique du personnage, qui sera utilisé comme référence par toute une dynastie de rois bretons (l'expression Commii Filius revient sur la plupart des monnaies atrébates de la fin de l'Âge du Fer).

## Un oppidum pré-romain
De la période pré-romaine de Calleva, on ne connaît pas grand-chose, tout au plus a-t-on gardé les vestiges du remblaiement destiné à défendre le site : deux anneaux de terre concentriques situés plus ou moins sous la future ville d'époque romaine.
Les traces d'occupations montrent toutefois une population relativement romanisée (alphabet latin, amphores gauloises...).

## La cité romano-bretonne
Lors de la conquête romaine de l'Empereur Claude Ier, en 43, Calleva fait vraisemblablement partie des quelques cités qui sont confiées, selon Tacite, au roi Cogidubnus (Vie d'Agricola, XIV, 2). La région est donc intégrée dans un royaume-client de Rome. La ville est reliée à Corinium par la voie romaine appelée Ermin Street, et à Londinium par une autre voie romaine. L'Itinéraire d'Antonin indique une distance de 109000 pas jusqu'à Caerleon.

### Premières structures
Au cours des 40 années de ce royaume-client, différentes structures vont apparaître sur le plan de la ville : des bains, des temples, un amphithéâtre. On sait que ces bâtiments sont les plus anciens grâce à l'existence de deux plans des rues, légèrement en décalage l'un par rapport à l'autre. L'orientation finale est celle du forum, dont on estime la construction à l'époque des Flaviens. La première orientation est donc nécessairement antérieure.
Parmi les découvertes de cette époque, on note différentes briques estampées au nom de l'Empereur Néron - datant donc grosso modo des années 60.

### Le Forum
On connaît différentes étapes dans la construction du forum, dont la première structure fut érigée en bois, aux alentours de la moitié du Ier siècle. Ensuite, une autre structure la remplaça sous les Flaviens, vers 85. On estime que ce changement marque le passage de la cité du royaume-client à la province romaine.
Enfin, un bâtiment en pierre sera construit au IIIe siècle, toujours au même endroit et dans la même orientation.
La brièveté d'un éventuel passage de l'armée romaine à Calleva pose la question de l'origine de son forum sans temple : les principia du camp romain ou bien une influence locale ?
Dans sa version finale, le forum s'étendait sur près d'un hectare. La cour intérieure était entourée de deux portiques et de la basilique (82 mètres sur 17,5). À l'intérieur de celle-ci, on a retrouvé des traces de métallurgie.

### Temples
Deux types de sources nous permettent de mieux connaître la vie cultuelle : d'une part, l'archéologie et d'autre part, l'épigraphie.
On a retrouvé les fondations de différentes structures assimilées à des sanctuaires. Le plus grand est situé tout à l'ouest de la ville, grosso modo entre le forum et l'amphithéâtre. Il est orienté sur le premier maillage des rues, et se situe en zone suburbaine - on le date du Ier siècle.
Deux autres sanctuaires sont connus, mais de taille bien inférieure : l'un, carré, au coin de l'insula située au nord-ouest du forum ; l'autre, circulaire, au sud.
L'épigraphie, quant à elle, nous a donné quelques inscriptions à caractère religieux, notamment l'une dédiée au dieu Hercule :
Une autre inscription renvoie au culte impérial puisqu'elle est dédiée à une impératrice :
Ces deux inscriptions ont été élevées « ob honorem », c’est-à-dire à la suite d'un honneur reçu, à titre d'accomplissement d'une promesse évergétique ou en versement de la somme honoraire.

### Statut
Vers les années 80, on estime que le royaume-client est dissous, et finalement intégré à la province. La question est donc de savoir quel fut le statut de la ville : cité fédérée, pérégrine, municipe ou même colonie ? 
Trois inscriptions renvoient manifestement à une association, qui peut nous renseigner sur ce point (RIB, 69-70-71) :
/ [a collegio peregri]nor[u]m / [c(onstitentium) C(allevae) Donum d(e) s(uo)] d(edit?).
(RIB, 70) : ...]R[...] / [sign]um Vi[cto]/[riae sine collat]ionibu[s] / [commiss]um sibi a con/[legio pere]gr[i]norum 

/ [consistienti]um Callevae / [don]um d(e) s(uo) d(edit).
(RIB, 71) : ...] Marti[...] / […] collatio[nibus] [sibi com]missum a / col[legio] /

Bien que très fragmentaires, ces trois inscriptions similaires se complètent relativement bien, ce qui permet une certaine assurance quant au texte reconstitué là où les pierres sont brisées (indiqué ici entre crochets). Il s'agit de trois inscriptions, supportant à l'origine des statues de divinités, élevées à titre de don par des particuliers. Se trouve mentionné ici un collège des pérégrins qui se réunissait à Calleva. Peut-on en déduire que la ville avait un statut supérieur à celui de pérégrine ? Si cela était le cas, on pourrait donc proposer qu'elle fut un municipe, à l'image de Verulamium quelques années plus tôt. Toutefois cette interprétation est difficile dans la mesure où la datation de l'inscription n'est pas assurée.